# Pino D'Angiò
Pino D'Angiò, pseudonimo di Giuseppe Chierchia (Pompei, 14 agosto 1952 – Formello, 6 luglio 2024), è stato un cantautore italiano.
Divenne noto con canzoni pop negli anni Ottanta, in particolare con il singolo Ma quale idea, grazie al quale raggiunse la popolarità in Italia e all'estero, in particolar modo in Spagna, dove il brano rimase al vertice della hit parade per quattordici settimane nel 1981.

## Biografia
(Mogol)
Giuseppe Chierchia nacque a Pompei il 14 agosto 1952 da una famiglia originaria di Mercato San Severino, figlio dell'ingegnere Francesco Chierchia e dell'insegnante Franca Romana, trascorse la sua infanzia negli Stati Uniti per seguire il padre. Dopo aver svolto il servizio militare, scelse di iscriversi alla facoltà di medicina dell'Università degli Studi di Siena. Appassionato di musica, per migliorare la sua disponibilità economica iniziò ad esibirsi nei locali, fino a quando incontrò il produttore discografico Ezio Leoni, che scelse un suo singolo da pubblicare.
Esordì nel 1979 con la canzone È libero, scusi?. Il suo brano di maggior successo fu Ma quale idea, pubblicato come singolo nel 1980, che giunse a vendere 2 milioni e mezzo di copie in Italia e 12 milioni di copie nel mondo.
Premiato nel 1980 come miglior paroliere italiano, D'Angiò si affermò in 22 paesi come protagonista assoluto delle classifiche e venne proclamato miglior cantante straniero in Spagna. Partecipò al Festivalbar 1981 con la canzone Un concerto da strapazzo, e al Festivalbar 1982 con la canzone Fammi un panino. Vinse la "Gondola d'argento" alla Mostra internazionale di musica leggera di Venezia nel 1980.
Insieme ad Andrea Mingardi, Riccardo Fogli, Gianni Morandi, Eros Ramazzotti, Mogol ed altri artisti, fu uno dei fondatori della Nazionale italiana cantanti, associazione benefica che dal 1981 giunse a donare in beneficenza oltre 40 milioni di euro. Nel 1990 condusse in lingua spagnola l'elezione di Miss Universo svoltasi in Venezuela, mentre nel 1996 partecipò al Festival del teatro d'autore di Liegi e allo spettacolo in mondovisione da Parigi (La Défense) per l'inaugurazione della televisione digitale.
Fu inoltre l'unico artista italiano presente nel DVD World Tribute to the Funk, edito dalla Sony Music nel 2003 quale enciclopedia universale della funky music mondiale. Nel 2001, unico italiano ad averlo ricevuto, si aggiudicò negli USA il Rhythm & Soul Music Award dell'ASCAP in qualità di autore del brano Don't Call Me Baby dei Madison Avenue, contenente un campionamento della linea di basso di Ma quale idea.
Compose, tra il 1980 ed il 2009, canzoni per vari artisti tra cui Mina (Ma chi è quello lì), e lavorò per la Rai dove scrisse e condusse per molti anni alcuni programmi radiofonici e televisivi tra i più seguiti. Di un certo rilievo fu anche la sua partecipazione teatrale in commedie musicali e recital da lui stesso ideati e anche cinematografica con un ruolo nel film Il camorrista, prima pellicola diretta da Giuseppe Tornatore.
Nel 1990, insieme a Bruno Sanchioni, produsse una hit dance di enorme successo, The Age of Love, definita poi dalla critica come la prima espressione della musica "trance" a livello globale. Il brano, al febbraio 2007, arrivò a contare 73 diverse versioni tra cui quella di Paul van Dyk, 346 apparizioni su compilation e oltre 20 milioni di copie vendute. Tra il 1998 e il 2003, Pino D'Angiò si esibì sul palcoscenico (avendo spesso una sigaretta accesa come suo tratto distintivo), alternando monologhi teatrali con una riproposizione del suo repertorio musicale. Nel 2005 il singolo Ma quale idea fu riproposto dai Flaminio Maphia col titolo Che idea.
Tra il 1990 ed il 2022 le sue musiche furono scelte e utilizzate da Movistar, Chanel e Amazon per i loro spot in diverse nazioni.
Dopo anni lontano dalle scene, il 16 novembre 2021 fu ospite di Serena Bortone nel programma televisivo Oggi è un altro giorno su Rai 1. In questa occasione, con una voce diversa - in conseguenza di un tumore alla gola che lo costrinse a sottoporsi a sei operazioni chirurgiche - ripercorse la propria carriera musicale. D'Angiò rivelò anche di aver affrontato un tumore polmonare, un sarcoma, un infarto e un arresto cardiaco. Nel febbraio 2024 partecipò come ospite al Festival di Sanremo, duettando nella serata delle cover con il gruppo musicale Bnkr44 e re-interpretando il suo celebre brano Ma quale idea; la cover fu poi pubblicata come singolo con il titolo Ma che idea.
Il 15 giugno seguente, si esibì nel suo ultimo concerto in pubblico al Nameless Music Festival, ad Annone di Brianza.
Morì improvvisamente il 6 luglio 2024 nella sua casa di Formello, all'età di 71 anni, a causa di un grave malore sopraggiuntogli nelle settimane precedenti; la notizia fu annunciata dalla famiglia sui suoi profili social. I funerali furono celebrati dopo tre giorni a Pompei nella chiesa del SS. Salvatore e fu sepolto nel locale cimitero.
Il giorno seguente, l'artista sarebbe dovuto comparire in TV, insieme ai Bnkr44, in una puntata di TIM Summer Hits registrata il 12 giugno dello stesso anno a Roma e trasmessa su Rai 1; tuttavia, la sua esibizione non venne mandata in onda in segno di lutto e rinviata al 19 luglio seguente.

### Vita privata
Si sposò nel 1988 con Maria Teresa, conosciuta nove anni prima e con la quale ebbe un figlio, Francesco, nato nel 1991.

## Discografia

### Album
- 1981 – ...Balla! (Ri-Fi, RDZ-ST 14324) (LP)
- 1982 – Ti regalo della musica (Ri-Fi, RDZ-ST 14430) (LP)
- 1983 – Una notte maledetta (SGM) (LP)
- 1986 – Sunshine blue (SGM Records, SGM LP 91003) (LP)
- 1988 – Gente sì & gente no (Carosello, CLN 25127) (LP)
- 1989 – Dancing In Jazz (Carosello, CLN 25136) (LP)
- 1991 – STS - Siamo tutti stufi (Carosello, CLN 25151) (LP)
- 1997 – Notte d'amore (Pull, 484059-2) (come "Pino D'Angiò & Powerfunk") (CD)
- 1999 – I successi (D.V. More Record, CD DV 6340) (CD)
- 1999 – Ma quale idea? e le altre storie (Carosello) (CD)
- 2002 – Lettere a Federico Fellini (Zetazero) (CD)
- 2010 – The Only One (Noise & Dreams) (CD) - The Italian Jazz Band and Buscaglione Theory'"
- 2016 – Dagli Italiani a Beethoven
- 2019 – King of Funk - Pino D'Angiò 2023
- 2023 – The New Album
- 2024 – Funky Maestro (postumo)

### Singoli
- 1979 – È libero, scusi?/La bottega di Mefistofele (Ri-Fi, RFN NP 16780) (7")
- 1980 – Ma quale idea/Lezione d'amore (Ri-Fi, RFN NP 16806) (7")
- 1981 – Un concerto da strapazzo (Scusate sono impazzito)/Me ne frego di te (Disco Charleston) (Ri-Fi, RFN NP 16828) (7")
- 1981 – Okay okay/Una notte da impazzire + Mannaggia al rock and roll (OUT, OUT/MIX 23508) (12" promo)
- 1982 – Fammi un panino/Questo amore è un motore
- 1983 – Evelonpappà evelonmammà/Mani in alto (SGM Records, SGM 72004) (7")
- 1983 – Una notte maledetta/I tabaccai (SGM Records, SGM 72007) (7")
- 1987 – Più sexy/Alquanto arrabbiati (Carosello, 20535) (come "Pino D'Angiò & tutti gli altri...")  (7" e 12")
- 1989 – Bella margherita/Gente intelligente (Carosello, 20554) (7")
- 1990 – The age of love (Diki Records) G. Chierchia/B. Sanchioni - Vocals: Karen Mulder
- 1991 – Gli sgarbi si pagano/L'inverno (Carosello, CI 20570) (7")
- 2011 – Che strano amore questo amore
- 2022 – Non dormo mai
- 2023 – Sali sul treno
- 2024 – Paperina Qua Qua

### Partecipazioni
- 2018 – Powerillusi & Friends (con il brano Disco mixion)
- 2022 – Franco126 (con il brano Scandalo)
- 2023 – Corine (con il brano Tutta sola)
- 2024 – Bnkr44 (con il brano Ma che idea)